# Reggimento lagunari “Serenissima”

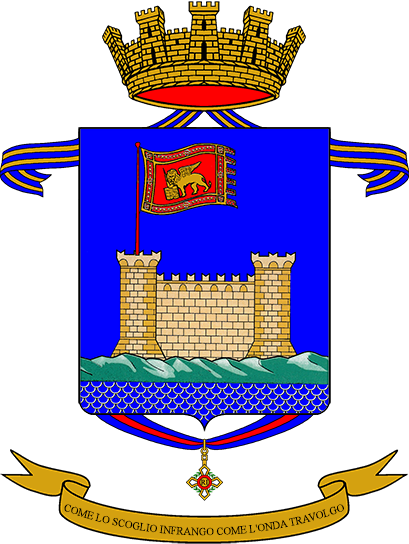
Wappen des Lagunari Rgt.

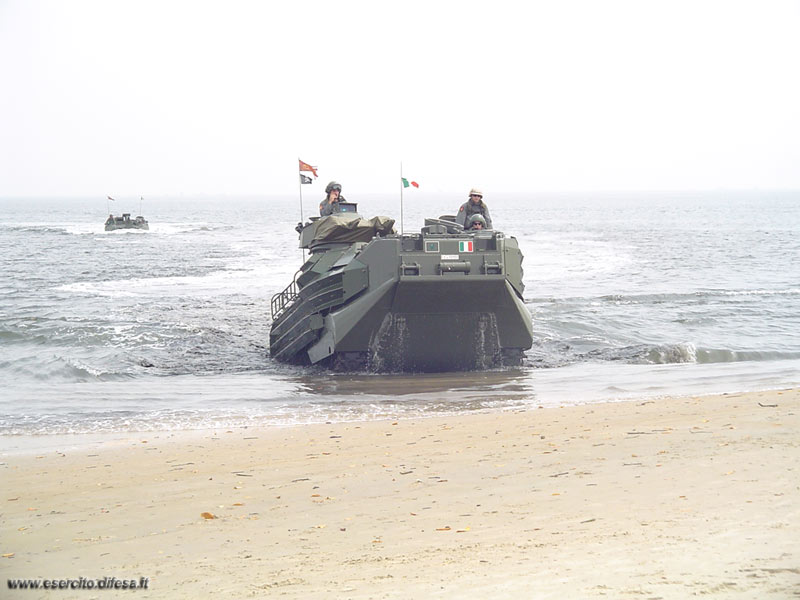
Lagunari bei einer Übung in Cavallino-Treporti (Venedig)

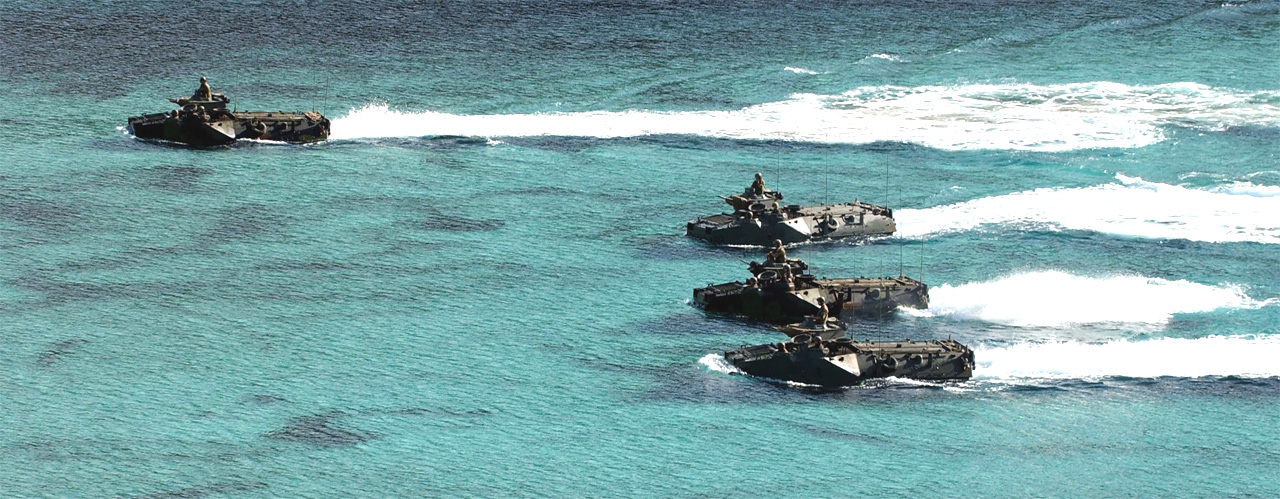
Lagunari bei einer Übung in Capo Teulada (Sardinien)

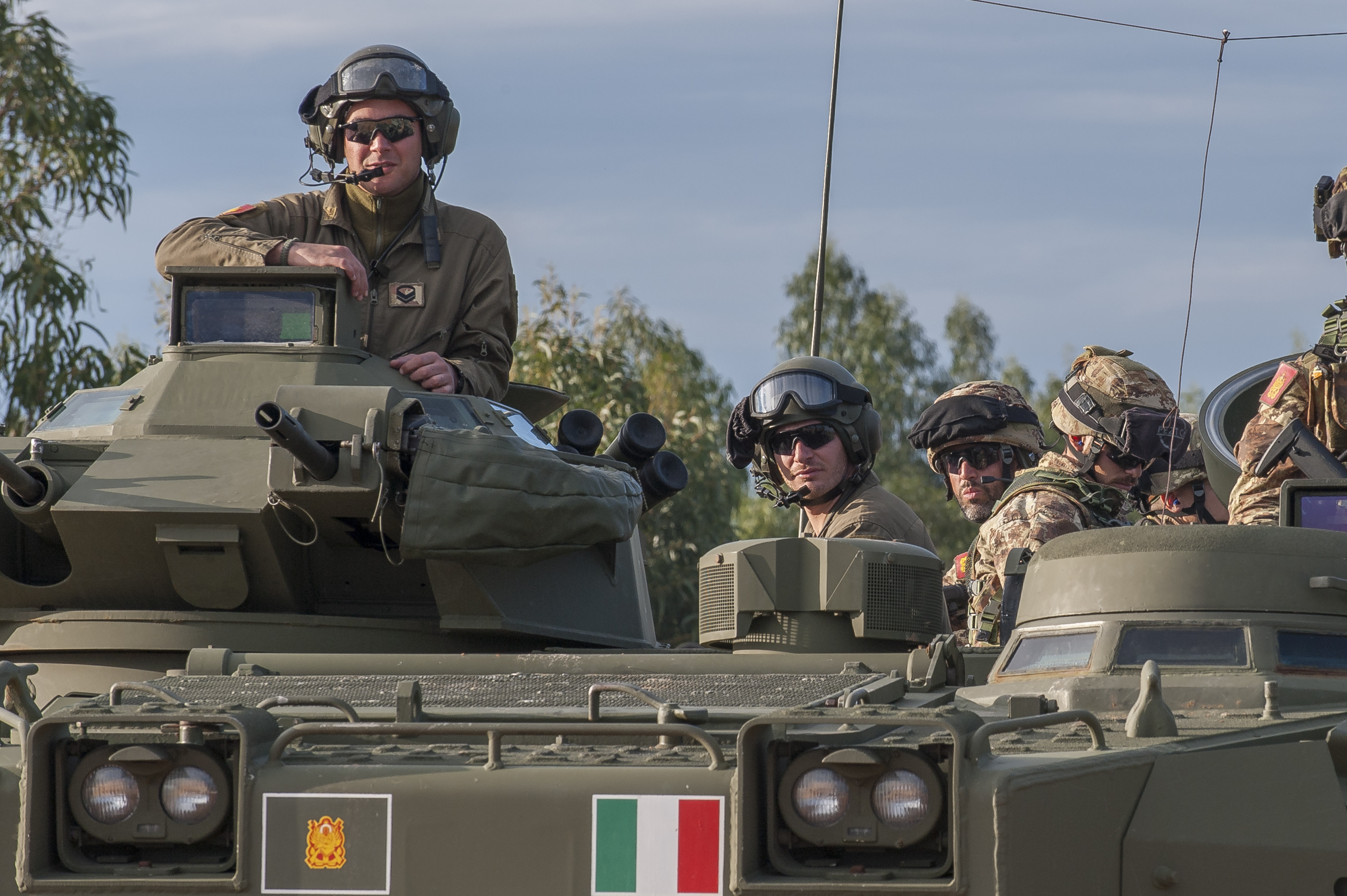
Lagunari bei der Übung Trident Juncture 2015 in Portugal

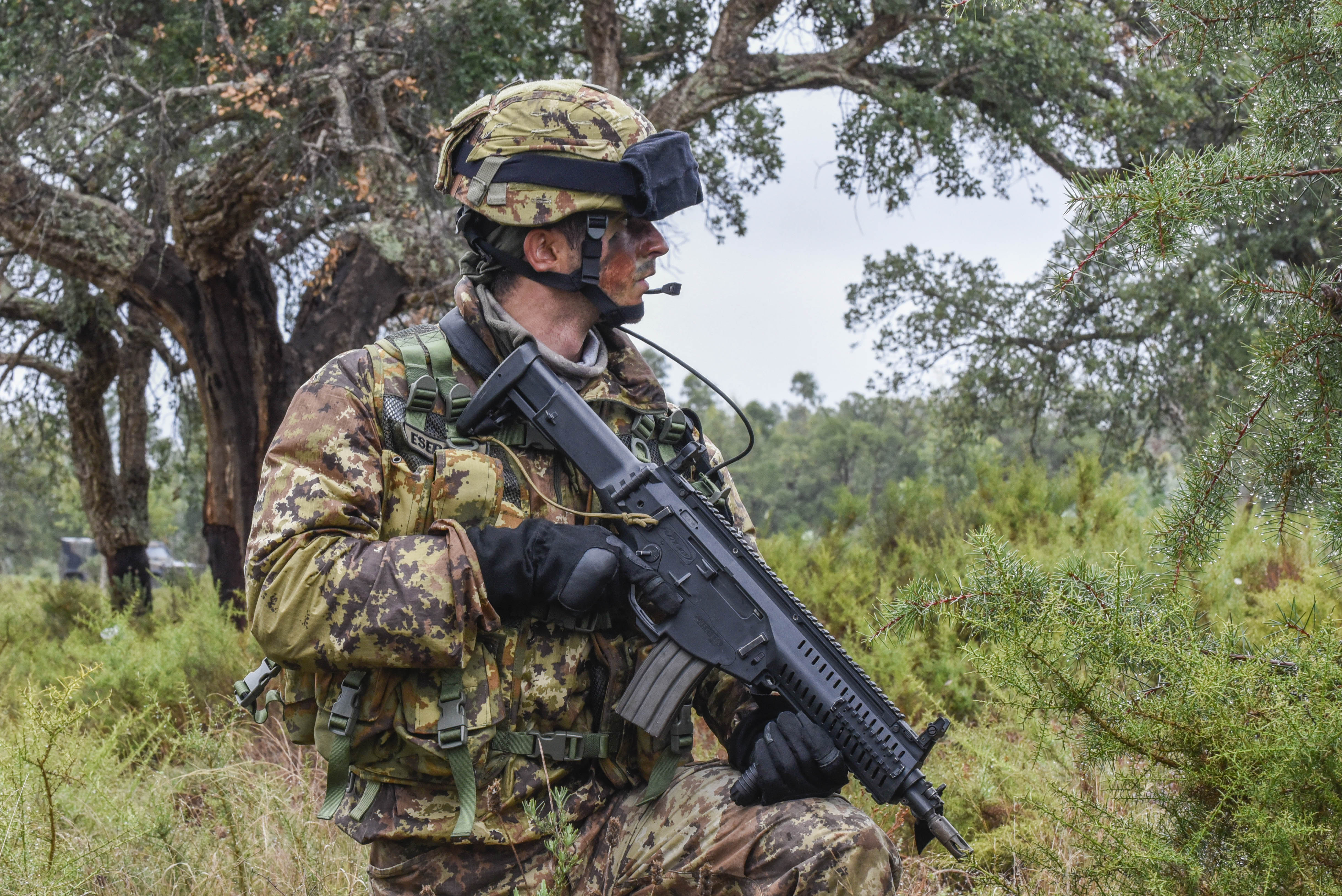
Lagunari-Aufklärer bei der Übung Trident Juncture 15

Die Lagunari (dt. „Lagunenjäger“) sind eine amphibische Truppe des italienischen Heeres. Das heutige Lagunari-Regiment Serenissima (it. Reggimento lagunari “Serenissima”) hat seinen Sitz bei Venedig und untersteht der Kavalleriebrigade Pozzuolo del Friuli.

## Aufgabe
Das Regiment hatte während des Kalten Krieges die Aufgabe, die lagunenreiche Südflanke des in Nordostitalien stationierten V. Korps zu sichern. Heute nehmen die Lagunari auch an Auslandseinsätzen teil. Sie sind insbesondere für die Kriegsführung auf Binnengewässern und in Küstengebieten vorgesehen.

## Gliederung
Das Regiment besteht aus einem Stab, einer logistischen Unterstützungskompanie in Mestre, aus einer taktischen Unterstützungskompanie auf der Vignole-Insel bei Venedig, einer Ausbildungskompanie und aus einem amphibischen Bataillon in Malcontenta di Mira bei Mestre. Das Bataillon gliedert sich in drei amphibische Kompanien (1. „Marghera“, 2. „Piave“, 3. „Isonzo“), unter anderem ausgerüstet mit Beretta ARX-160 und 200, FN Minimi, Panzerfaust 3 und leichten Mörsern, und in eine Kompanie mit Panzerabwehrlenkwaffen Spike und schweren Mörsern sowie Scharfschützen. Das Bataillon verfügt momentan über leicht gepanzerte Fahrzeuge des Typs VTLM Lince, die zum Teil mit schweren Maschinengewehren und Granatwerfern ausgestattet sind. Südlich der Kaserne des Bataillons befindet sich ein Übungsgelände mit Zugang zur Lagune von Venedig. In der taktischen Unterstützungskompanie des Regiments sind sämtliche Seefahrzeuge zusammengefasst (Landungsboote und kleinere Schnellboote) sowie amphibische Panzer vom Typ AAV7, die von neuen amphibischen 8×8-Radpanzern (Veicolo Blindato Anfibio, basierend auf dem Iveco SuperAV) ersetzt werden. Ihr untersteht auch ein spezialisierter Aufklärungszug.

## Geschichte
Lagunari gab es in Italien zwischen 1877 und 1933 im Bereich der Pioniere (Lagunenpioniere). Sie hatten damals vorwiegend Transportaufgaben auf norditalienischen Binnengewässern und machten solche bei Bedarf für Transportzwecke nutzbar. Im Ersten Weltkrieg sicherten sie unter anderem mit Pontons die Verbindungswege im Bereich der nordostitalienischen Lagunen und der dortigen Flussmündungen. Auf solchen Pontons wurden auch Artillerieeinheiten zum Einsatz gebracht. Eine erste Lagunari-Kompanie entstand 1877 im 2. Pionierregiment, ab 1883 gab es zwei Kompanien beim 4. Brückenpionierregiment in Piacenza, die im Ersten Weltkrieg auf acht gebracht und 1918 vorübergehend im 8. Lagunari-Pionierregiment zusammengefasst wurden. Danach blieben die Lagunari in wieder verkleinertem Format beim 4. Bückenpionierregiment bis zu dessen Neuordnung und Umnummerierung (2.) im Jahr 1933.
Das italienische Heer stellte 1951 erneut einen Lagunari-Verband auf, diesmal jedoch im Bereich der Infanterie, weil man für das oben genannte V. Korps einen amphibischen Spezialverband zur Flankensicherung benötigte. Diesem Verband gehörte bis 1956 auch das San-Marco-Bataillon der italienischen Marine an. Bis zur Heeresreform im Jahr 1975 bestand das Langunari-Regiment aus den amphibischen Bataillonen Marghera in Malcontenta (⊙), Piave in Mestre (⊙) und Isonzo in Villa Vicentina (⊙) sowie aus dem XXII. Panzerbataillon in San Vito al Tagliamento (⊙). Der Regimentsstab und kleinere Unterstützungs- und Ausbildungseinheiten befanden sich bis 1999 in der Guglielmo-Pepe-Kaserne (⊙) auf dem Lido di Venezia, neben dem Flugplatz Venedig-Lido. Diese traditionsreiche Kaserne war von der Republik Venedig zwischen 1591 und 1596 für Truppen zur Verteidigung der Lagune errichtet worden und harrt derzeit einer Renovierung und Umwidmung. Weitere kleinere Unterstützungseinheiten brachte man bei dem ehemaligen Wasserflugplatz auf der Insel Vignole sowie bei Cavallino-Treporti (Cà Vio) unter. Der Verband hatte damals Brigade-Stärke, die Wehrpflichtigen stammten meist aus der Region.
Mit der Heeresreform von 1975 wurde die Regiments-Ebene weitestgehend abgeschafft, womit nunmehr selbständige Bataillone den Brigaden oder anderen Kommandostellen direkt unterstanden. Aus dem Stab des bisherigen Lagunari-Regiments entstand somit das Comando Truppe Anfibie, aus dem (mechanisierten) amphibischen Bataillon Piave das 1. Lagunari-Bataillon Serenissima (an das auch die Truppenfahne des Regiments ging), aus einer amphibischen Transportkompanie das Transportbataillon Sile. Das Bataillon Marghera wurde aufgelöst, das Bataillon Isonzo in 41. mechanisiertes Bataillon Modena umbenannt und zusammen mit dem 22. Panzerbataillon der neuen Brigade Gorizia unterstellt. Im Jahr 1992 ging aus dem Comando Truppe Anfibie wieder das Lagunari-Regiment Serenissima hervor, wobei das Transportbataillon Sile wieder zu einer Kompanie verkleinert wurde. Damit hatte das Regiment nur noch Bataillonsstärke. Das Regiment unterstand bis 1997 dem V. Korps unmittelbar, danach kam es erst zum Comando Forze di Proiezione in Mailand und im Juni 2000 zur oben genannten Brigade Pozzuolo del Friuli. Im Mai 1999 verlegte der Regimentsstab und die Stabs- und Versorgungskompanie vom Lido in die Caserma Edmondo Matter in Mestre, die Transportkompanie blieb in der Caserma Giuseppe Miraglia auf der Vignole-Insel, die übrigen Kompanien in der Caserma Andrea Bafile in Malcontenta. 2017 kündigte das Verteidigungsministerium an, das gesamte Regiment in Malcontenta konzentrieren zu wollen. Die Einrichtungen auf dem Lido, auf Vignole und in Mestre sollen zivil genutzt werden.
Bis heute sind Lagunari (die in Venetien eine starke Lobby haben) den Verkleinerungswellen in der Armee nicht zum Opfer gefallen. Sie sind jetzt für Auslandseinsätze vorgesehen und sollen vor allem in binnengewässerreichen Gegenden zum Einsatz kommen. Die Planungen einer Integration der Lagunari mit dem zur italienischen Marineinfanterie gehörenden San-Marco-Regiment und die Schaffung einer gemeinsamen amphibischen Brigade wurden Mitte der neunziger Jahre unter anderem auch wegen der weit entfernten Stationierungsorte (Venedig bzw. Brindisi in Apulien) zunächst verworfen. 2006 institutionalisierte man die enge Zusammenarbeit der beiden Regimenter und richtete in Brindisi einen gemeinsamen Führungsstab ein (Forza Nazionale di Proiezione dal Mare). Die italienische Marine kann bei Bedarf auf die Lagunari und andere Unterstützungskräfte des Heeres zurückgreifen, das heutige 1. San-Marco-Regiment kann bei Landoperationen auch ganz im Bereich des Heeres aktiv werden. Beide Verbände wurden zusammen mit Unterstützungskräften erstmals im Rahmen der UNIFIL nach dem Libanonkrieg 2006 gemeinsam in einem Auslandseinsatz eingesetzt (sog. Initial Entry Force, September 2006).
Sowohl die Lagunari des Heeres als auch die heutige San-Marco-Brigade der Marine führen die Traditionen der Marineinfanterie der früheren Republik Venedig fort. Diese wurde im Jahre 1202 von dem Dogen Enrico Dandolo erstmals aufgestellt und bestand von der Mitte des 16. Jahrhunderts bis 1797 permanent.

## Uniform

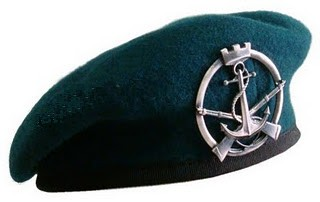
Barett der Lagunari

Wie fast alle anderen Truppengattungen des italienischen Heeres trugen die Lagunari lange Zeit ein schwarzes Barett. Während eines Einsatzes in Afghanistan erhielten sie im März 2011 ein neues, lagunengrünes Barett. Kragenspiegel und Halstücher der Lagunari sind scharlachrot und zeigen einen Markuslöwen.